# Melanoptilon radiata
Melanoptilon radiata là một loài bướm đêm trong họ Geometridae.